# (24048) Pedroduque
(24048) Pedroduque est un astéroïde de la ceinture principale.

## Description
(24048) Pedroduque est un astéroïde de la ceinture principale. Il fut découvert le 10 octobre 1999 à Ametlla de Mar par Jaume Nomen. Il présente une orbite caractérisée par un demi-grand axe de 2,44 UA, une excentricité de 0,13 et une inclinaison de 13,7° par rapport à l'écliptique.

## Compléments